# Kana (písmo)

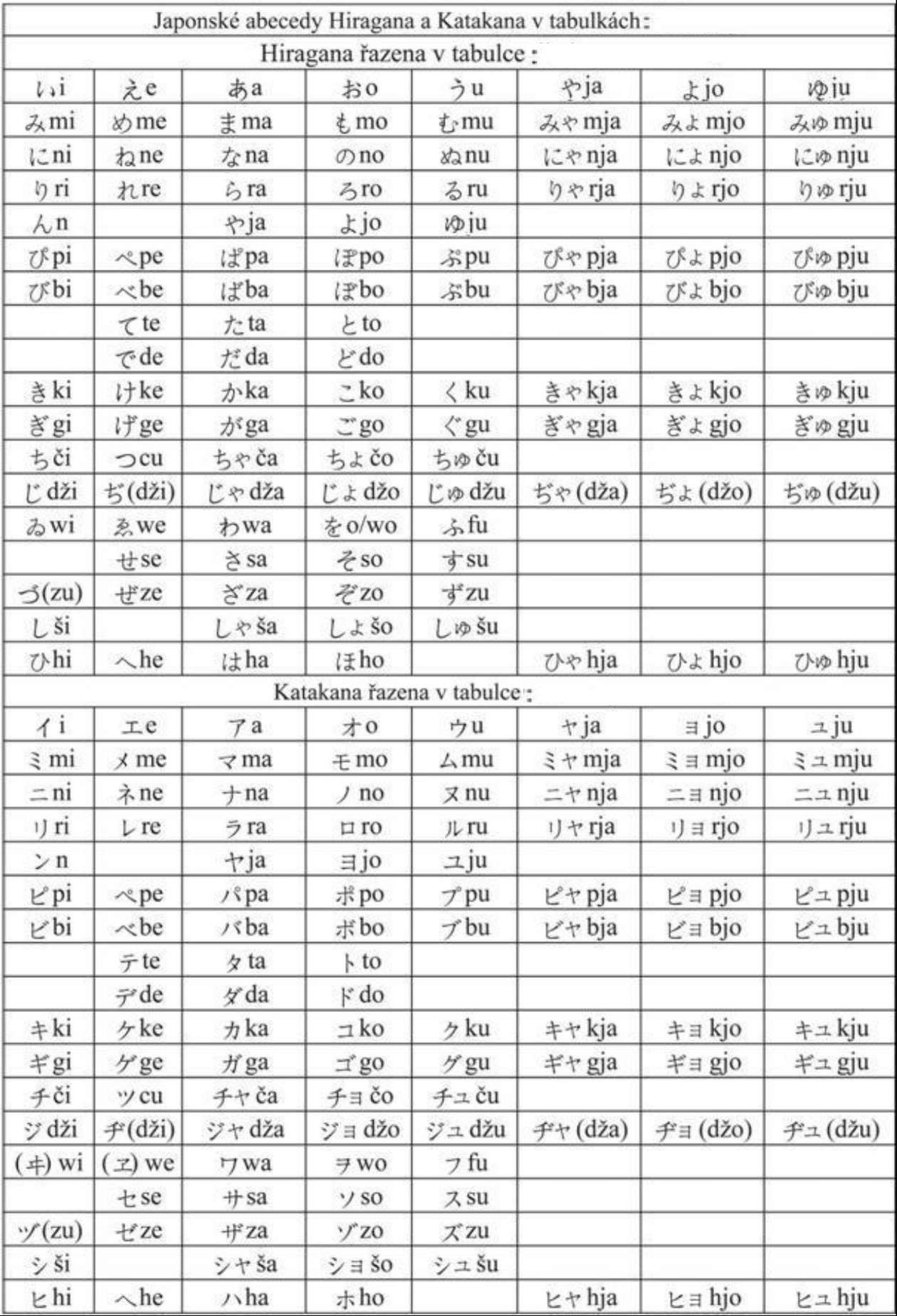
Hiragana a katakana

Kana (japonsky 仮名 – v kandži, かな v hiraganě) je souhrnný název pro japonské „slabičné“ (přesněji: moraické) „abecedy“, používané k fonetickému přepisu/zápisu, z nichž se v současnosti používají (a jsou oficiální) dvě:
- hiragana (japonsky 平仮名 – v kandži, ひらがな v hiraganě) a
- katakana (japonsky 片仮名 – v kandži, かたかな v hiraganě).

V minulosti se kromě těchto dvou kan „abeced“) používaly ještě další kany, například
- hentaigana (japonsky 変体仮名 – v kandži) nebo
- man'jógana (japonsky 万葉仮名 – v kandži);

tyto později jmenované kany jsou však již zastaralé a v současnosti se (kromě citací, odborných textů o historii a podobně) již nepoužívají.